# Andrejs Pumpurs
Andrejs Pumpurs (Lieljumprava, 1841. szeptember 22. – Riga, 1902. július 6.) lett költő, a nemzeti romantika jeles képviselője, az Ifjú Lettek mozgalmának központi alakja.

## Élete
Andrejs Pumpurs szegényparaszt családban született 1841-ben. Az uradalmi elemi iskola elvégzését követően földmérőknél dolgozott mint segéderő. 1874 és 1876 között Rigában élt. Bernhards Dīriķsszel közösen könyvesboltot nyitott. Ekkor csatlakozott az Ifjú Lettek mozgalmához.
1876-ban Moszkvába ment. Itt beállt a szerbek ottomán birodalom elleni harcát segítő önkéntesek közé. A Balkánon szerzett tapasztalatai nagyban erősítették nemzeti elkötelezettségét. A háború után Odesszában katonaiskolát végezett és a cári hadseregben szolgált haláláig. 1880-ban tért vissza Lettországba, 1896-ban került Daugavpilsbe, ahol katonai intendáns volt haláláig. A hadbiztosságnál betöltött funkciójára tekintettel beutazta az Orosz Birodalom nagy részét és eljutott Kínába is. Halálát, és gyermekeinek halálát is kínai útja során szerzett betegség okozta.

## Irodalmi munkássága
Érdeklődése az irodalom iránt piebalgei tartózkodása idején kezdődött. Első verse 1869-ben jelent meg. Művészetének ebben a periódusában elsősorban hazafias költeményeket és szatírákat írt.
Miután 1882-ben visszatért Rigába, ismét felvette a kapcsolatot a lett nemzeti írókkal. 1888-ban jelent meg fő műve a Lāčplēsis (A medveölő) című eposz. Ebben néphagyományokra alapozva alkotta meg a lett nép hősi eposzát. Két évvel később, 1892-ben adja ki verseskötetét Tēvijā un svešumā (Otthon és idegenben) és 1895-ben a katonaélményeit megörökítő útirajzait No Daugavas līdz Donavai (A Daugavától a Dunáig) címen.
Fő művét, a Medveölőt egy tucat nyelvre lefordították, a világnyelveken kívül többek között japánra, csehre stb.

## Művei
- 1869, Hīna kaps
- 1888, Lāčplēsis (A medveölő)
- 1890, Tēvijā un svešumā (Otthon és idegenben)
- 1895, No Daugavas līdz Donavai (A Daugavától a Dunáig)

### Magyar fordítások
- A lett irodalom kistükre (részlet), Fordította: Lothár László, Budapest: Európa Könyvkiadó, 51-62. o. (1977). ISBN 963-07-0933-3